# Paradoxides
Genre
Espèces de rang inférieur
Synonymes
- Vinicella
- Entomostracites

Paradoxides est un genre de trilobites de la famille des Paradoxididae, largement répandu dans les milieux marins du Cambrien moyen, il y a environ 510 Ma (millions d'années).

## Description

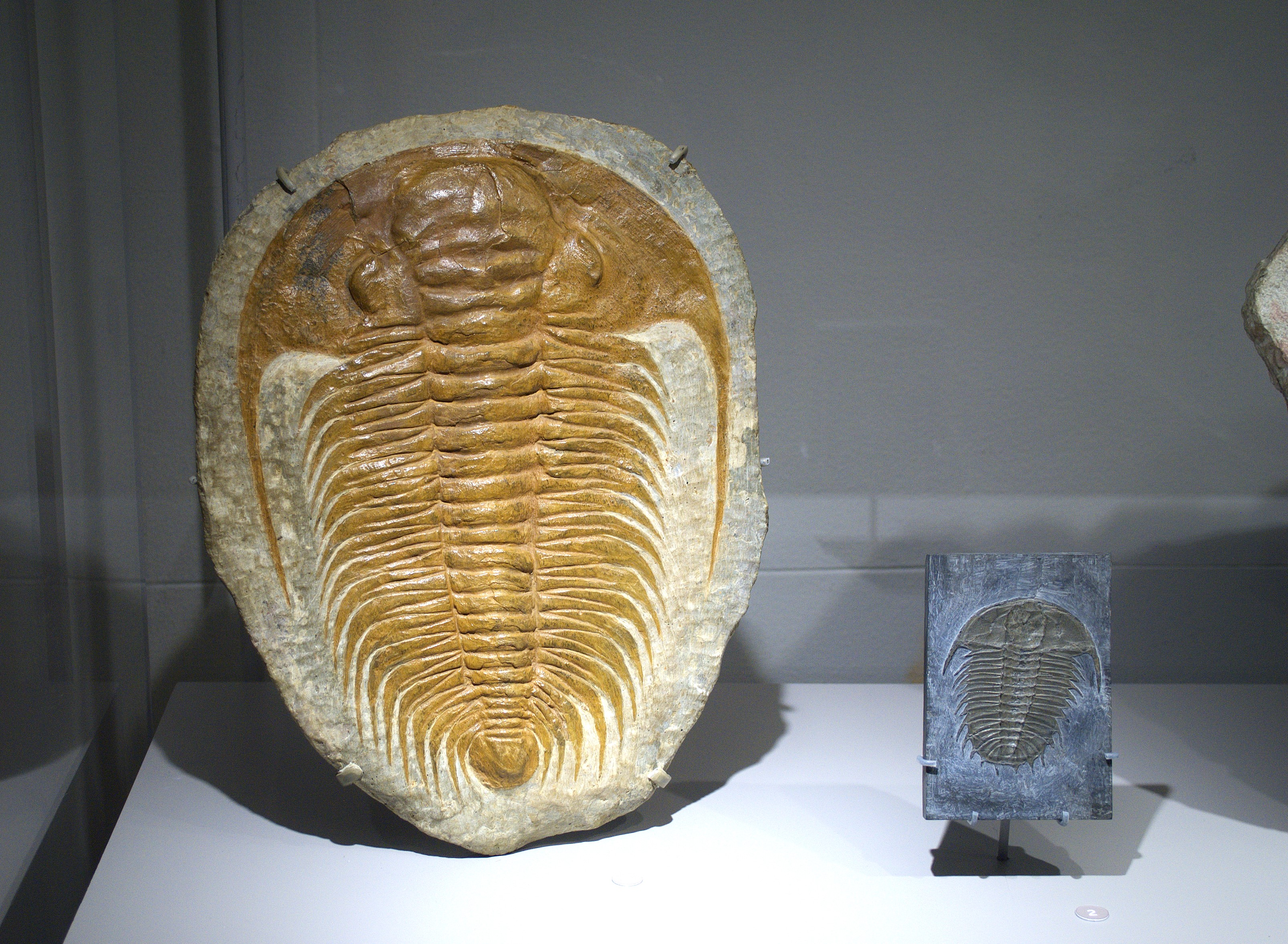
Comparaison de taille entre Paradoxides gracilis (Maroc) et Olenoides serratus des schistes de Burgess en Colombie britannique.
Muséum américain d'histoire naturelle de New York.

Ce sont des trilobites de très grande taille, pouvant atteindre jusqu'à 37 cm pour un spécimen de Paradoxides davidis.
La glabelle est sillonnée vers l'avant avec une suture jugale opistopariée et la présence de pointes génales. Le thorax est constitué de 14 à 21 segments (métamères) et se termine par un petit pygidium cylindrique.